# Луцій Ебуцій Гельва
Лу́цій Ебу́цій Ге́льва (лат. Lucius Aebutius Helva; ? — 463 до н. е.) — політичний і державний діяч Римської республіки, консул 463 року до н. е.

## Біографічні відомості
Походив з патриціанського роду Ебуціїв. Син Тіта Ебуція Гельви, консула 499 року до н. е.
Відомо, що 463 року до н. е. його було вибрано консулом разом з Публієм Сервілієм Пріском. Але приблизно за місяць обидва консули, чверть сенаторів та усі плебейські трибуни  померли під час виниклої в Римі моровиці, найімовірніше чуми або ж якогось з тифів.